# Закшево-Парцеле
Закшево-Парцеле — деревня в гмине Барухово Влоцлавского повета Куявско-Поморского воеводства в центральной части севера Польши. До 2007 года деревня имела название Закшево-Джалковице (пол. Zakrzewo-Działkowicze).